# Irina Andrejewna Larotschkina

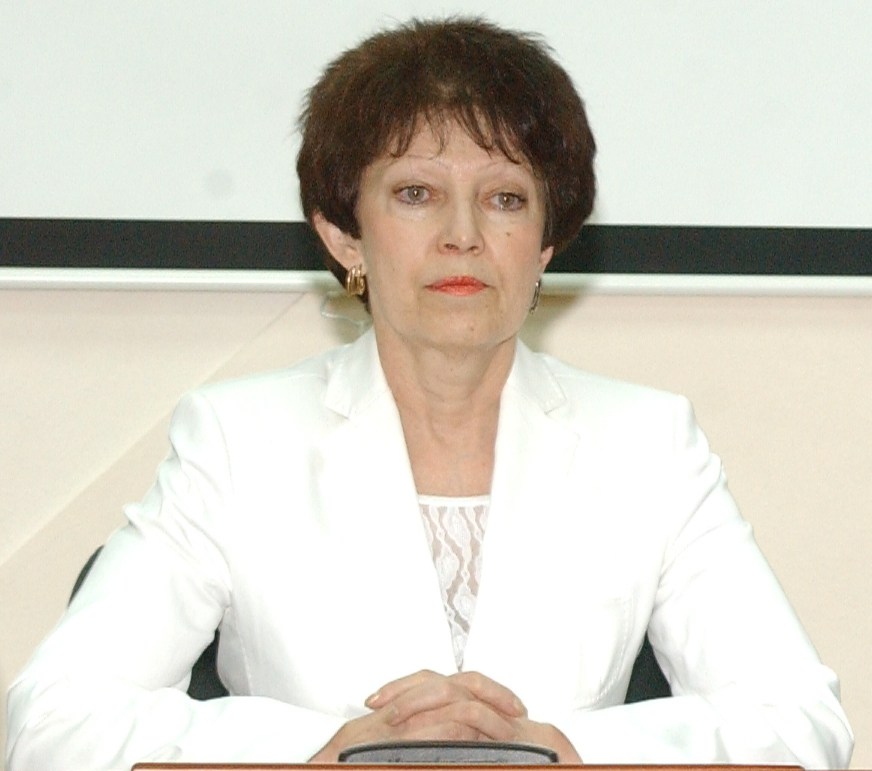
Irina Andrejewna Larotschkina

Irina Andrejewna Larotschkina (russisch Ирина Андреевна Ларочкина; * 14. Januar 1950 in Almetjewsk, Tatarische ASSR) ist eine sowjetische bzw. russische Geologin und Politikerin.

## Leben
Das Studium an der Universität Kasan schloss Larotschkina 1972 ab.
Von 1972 bis 2000 arbeitete Larotschkina im Forschungs- und Projektierungsinstitut der Erdölindustrie der Tatarischen ASSR, die 1990 die Republik Tatarstan wurde.
Am Moskauer Institut für Geologie und Entwicklung fossiler Brennstoffe verteidigte sie 1986 ihre Kandidat-Dissertation über die Paläogeomorphologische Situation der Sedimentation der Radajewsko-Bobrikowski-Sedimente und ihr Einfluss auf die Verteilung der Erdölfallen in der Tatarischen ASSR mit Erfolg für die Promotion zur Kandidatin der geologisch-mineralogischen Wissenschaften. Es folgte ein Studium am Zentrum für Manager-Ausbildung beim Moskauer Plechanow-Institut für Volkswirtschaft (Abschluss 1989).
Nach einer Fortbildung 1994 in der Management-Akademie in Celle verteidigte Larotschkina 1995 im Moskauer  Institut für Geologie und Entwicklung fossiler Brennstoffe erfolgreich  ihre Doktor-Dissertation über Optimierung der Prospektion und Exploration von Erdöl-Lagerstätten in vielversprechenden Gebieten am Beispiel Tatarstans für die Promotion zur Doktorin der geologisch-mineralogischen Wissenschaften.
Larotschkina wurde 1999 in den Staatsrat der Republik Tatarstan gewählt und wurde 2000 Vizevorsitzende. Mit einer Mehrheit von 107:2 wurde sie 2002 vom Republikparlament in den Föderationsrat Russlands gewählt (bis 2005). Sie arbeitete in verschiedenen Komitees und Kommissionen mit und war schließlich auch Vizevorsitzende des Komitees für Natürliche Ressourcen und Umweltschutz. Vom Präsidenten der Republik Tatarstan Mintimer Schaimijew wurde sie 2005 zur Ministerin für Ökologie und Natürliche Ressourcen der Republik Tatarstan ernannt. Als Ministerin wurde sie 2007 abgelöst, um nun  beim Präsidenten der Republik Tatarstan Staatsberaterin für Bodenschätzenutzung, Erdöl, Erdgas und Ökologie zu sein.
Seit 2010 ist Larotschkina Korrespondierendes Mitglied der Akademie der Wissenschaften der Republik Tatarstan.

## Ehrungen, Preise
- Verdiente  Wissenschaftlerin und Technikerin der Republik Tatarstan (1996)[1]
- Staatspreis der Republik Tatarstan im Bereich Wissenschaft und Technik (2009)[9]
- Medaille des Verdienstordens für das Vaterland II. Klasse (2011)[10]
- Medaille der Republik Tatarstan für heldenhafte Arbeit (2021)[11]